# يويتشي نيموتو
يويتشي نيموتو (باليابانية: 根本 裕一) (21 يوليو 1981 في إيباراكي في اليابان – )؛ هو لاعب كرة قدم ياباني سابق كان يلعب كمدافع.

## وصلات خارجية
- يويتشي نيموتو على موقع رابطة كرة القدم اليابانية للمحترفين (اليابانية)
- يويتشي نيموتو على موقع قاعدة بيانات كرة القدم.إي يو (الإنجليزية)
- يويتشي نيموتو على موقع عالم كرة القدم.نت (الإنجليزية)